# Sarobela spectabilis
Sarobela spectabilis là một loài bướm đêm trong họ Erebidae.